# 疯狂屋

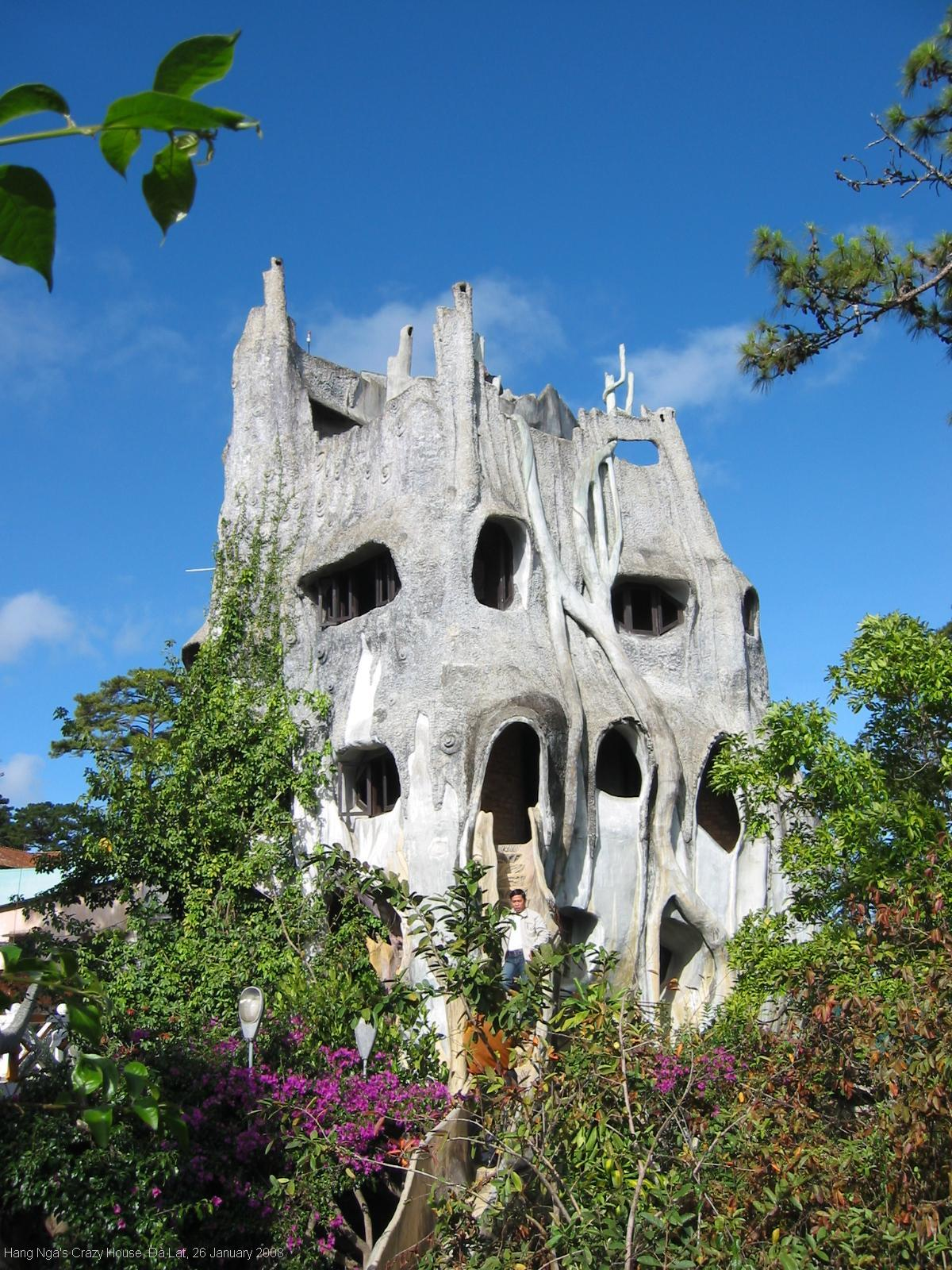

疯狂屋，正式名称为恒娥别墅（姮娥为中国古代神话中窃取不死药后奔月而去的嫦娥的别称）是一座位于越南大叻的建筑，自1990年开业，形狀非常特別，形容为“童话屋” ，由留学俄罗斯的越南女建筑师设计。
该建筑的整体设计酷似一个巨大的树，结合了动物，蘑菇，蜘蛛网和洞穴雕塑的设计元素。其结构包括了复杂的非直线形状，被形容为表现主义建筑，受到了加泰罗尼亚建筑师安东尼·高迪在建筑的设计的启发。 该建筑被许多旅游指南所推荐，又被中国《人民日报》列为世界十大最“离奇”的建筑之一。

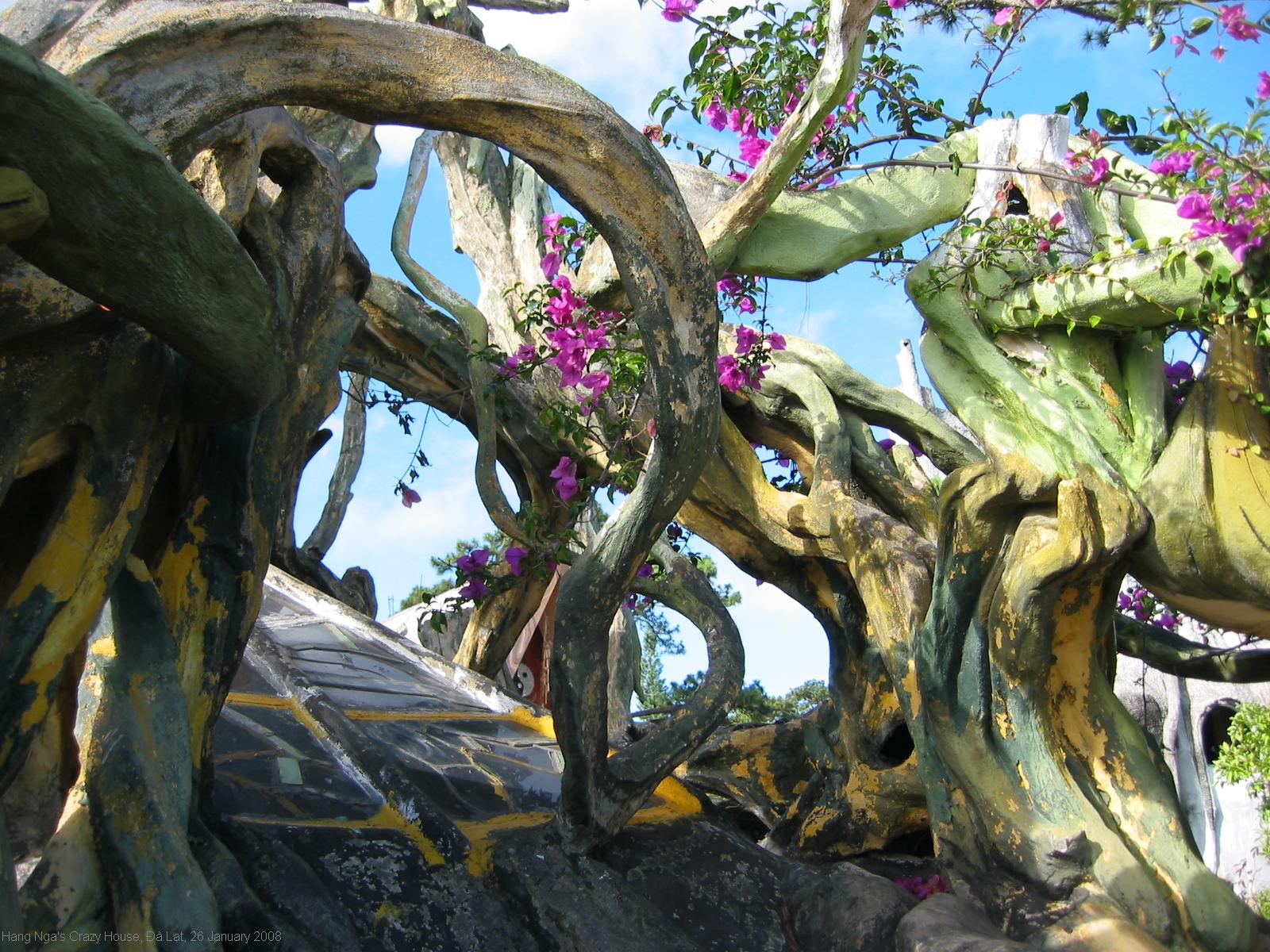

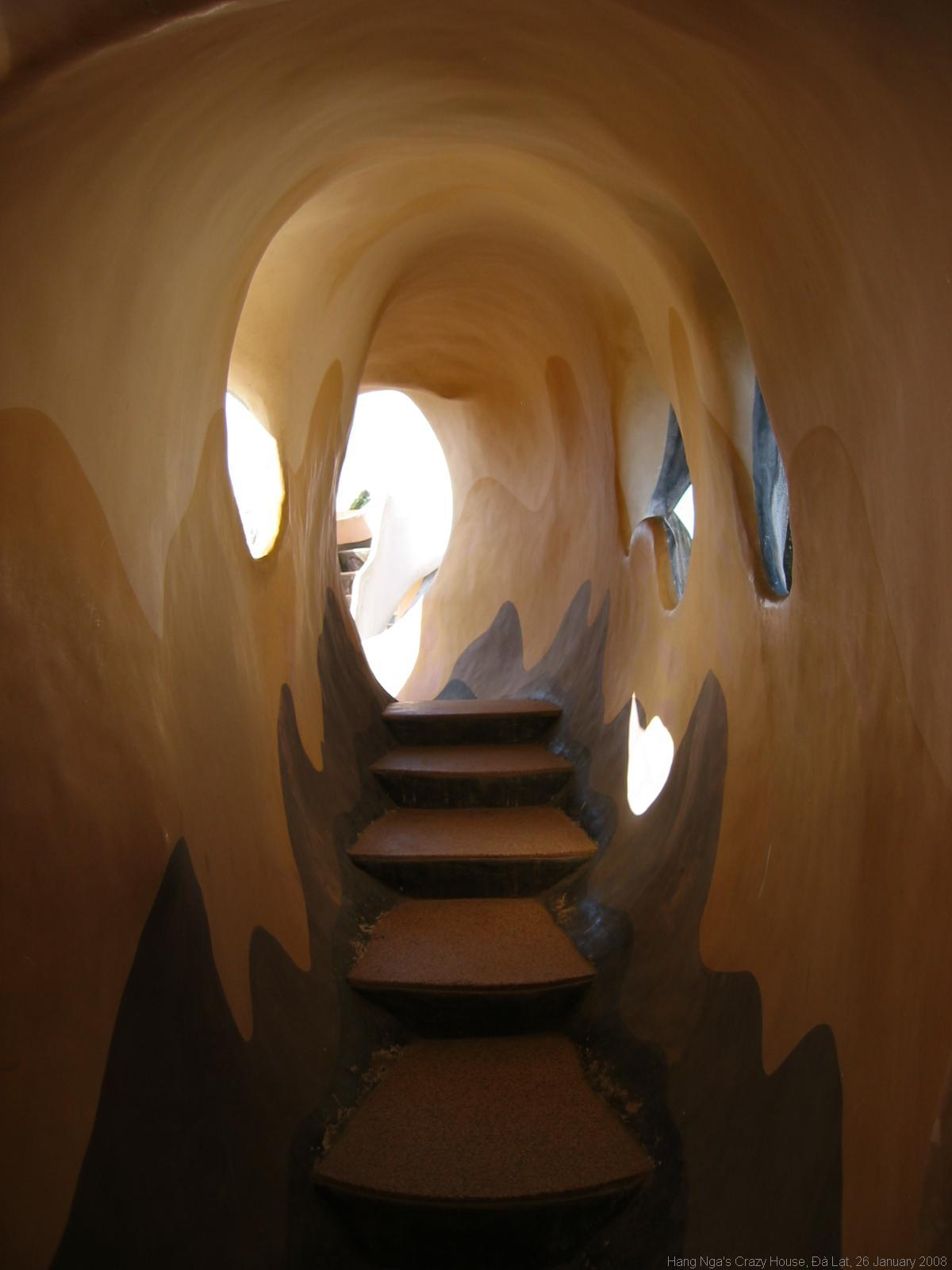
楼梯